# Songs for Goldfish
Songs for Goldfish är ett samlingsalbum av den amerikanska pianorockaren Ben Folds, släppt den 3 maj 2005.
Albumet släpptes i samband med studioalbumet Songs for Silverman, och består av liveframträdanden och två studiolåtar varav den ena, Radio Jingles for Tokyo's Inter-FM, inte hade getts ut tidigare. Den andra, Side of the Road, fanns med på den japanska utgåvan av Songs for Silverman.
Två av låtarna är covers, In Between Days av The Cure och Side of the Road av Lucinda Williams.

## Låtlista
| Nr  | Titel                                                                                     | Längd | Kompositör |
| --- | ----------------------------------------------------------------------------------------- | ----- | ---------- |
| 1.  | In Between Days (Live at Dickinson College, Carlisle, PA 1/28/05)                         | 3:58  | Smith      |
| 2.  | Gone (Live at Dickinson College, Carlisle, PA 1/28/05)                                    | 3:19  | Folds      |
| 3.  | Hiro's Song (Live at Dickinson College, Carlisle, PA 1/28/05)                             | 4:30  | Folds      |
| 4.  | You to Thank (Live at Dickinson College, Carlisle, PA 1/28/05)                            | 3:35  | Folds      |
| 5.  | Weather Channel Music (Live at Dickinson College, Carlisle, PA 1/28/05)                   | 3:55  | Folds      |
| 6.  | Evaporated (Live at Roseland Ballroom, New York, NY 6/13/02)                              | 4:34  | Folds      |
| 7.  | There's Always Someone Cooler Than You (Live at El Rey Theatre, Los Angeles, CA 10/22/04) | 4:19  | Folds      |
| 8.  | Rockin' the Suburbs (Live at El Rey Theatre, Los Angeles, CA 10/22/04)                    | 6:33  | Folds      |
| 9.  | Radio Jingles for Tokyo's Inter-FM                                                        | 0:53  | Folds      |
| 10. | Side of the Road                                                                          | 2:59  | Williams   |